# Campionati europei giovanili di nuoto 2018
I XLV Campionati europei giovanili di nuoto si sono svolti in Finlandia dal 4 all'8 luglio 2018. Le sedi di gara sono state a Helsinki.

## Medagliere
| Posizione | Paese         | Oro | Argento | Bronzo | Totale |
| --------- | ------------- | --- | ------- | ------ | ------ |
| 1         | Russia        | 18  | 12      | 4      | 34     |
| 2         | Ungheria      | 12  | 2       | 5      | 19     |
| 3         | Gran Bretagna | 6   | 3       | 4      | 13     |
| 4         | Israele       | 2   | 1       | 0      | 3      |
| 5         | Bielorussia   | 2   | 0       | 0      | 2      |
| 6         | Germania      | 1   | 11      | 4      | 16     |
| 7         | Romania       | 1   | 1       | 0      | 2      |
| 8         | Lituania      | 1   | 0       | 0      | 1      |
| 8         | Svezia        | 1   | 0       | 0      | 1      |
| 10        | Italia        | 0   | 4       | 11     | 15     |
| 11        | Polonia       | 0   | 1       | 2      | 3      |
| 12        | Danimarca     | 0   | 1       | 0      | 1      |
| 12        | Francia       | 0   | 1       | 0      | 1      |
| 12        | Grecia        | 0   | 1       | 0      | 1      |
| 12        | Lettonia      | 0   | 1       | 0      | 1      |
| 12        | Norvegia      | 0   | 1       | 0      | 1      |
| 17        | Paesi Bassi   | 0   | 0       | 2      | 2      |
| 17        | Svizzera      | 0   | 0       | 2      | 2      |
| 17        | Turchia       | 0   | 0       | 2      | 2      |
| 20        | Austria       | 0   | 0       | 1      | 1      |
| 20        | Moldavia      | 0   | 0       | 1      | 1      |
| 20        | Slovenia      | 0   | 0       | 1      | 1      |
| 20        | Ucraina       | 0   | 0       | 1      | 1      |
| Totale    | Totale        | 44  | 40      | 42     | 126    |

## Podi

### Uomini
| Evento               | Oro                                                                          | Tempo    | Argento                                                                       | Tempo    | Bronzo                                                                 | Tempo    |
| Stile libero         |                                                                              |          |                                                                               |          |                                                                        |          |
| 50 m                 | Björn Seeliger                                                               | 22"27    | Kliment Kolesnikov                                                            | 22"61    | Lewis Burras                                                           | 22"69    |
| 100 m                | Tomer Frankel                                                                | 49"23    | Andrei Minakov                                                                | 49"24    | Devid Zorzetto                                                         | 49"47    |
| 200 m                | Kristóf Milák                                                                | 1'47"19  | Denis Loktev                                                                  | 1'47"95  | Robin Hanson                                                           | 1'48"65  |
| 400 m                | Kristóf Milák                                                                | 3'50"00  | Ilia Sibirtsev                                                                | 3'50"71  | Johannes Calloni                                                       | 3'51"14  |
| 800 m                | Ákos Kalmar                                                                  | 7'55"41  | Paul Beaugrand                                                                | 7'56"23  | Johannes Calloni                                                       | 7'56"50  |
| 1500 m               | Ákos Kalmar                                                                  | 15'04"91 | Alexander Nørgaard                                                            | 15'10"88 | Johannes Calloni                                                       | 15'11"47 |
| Dorso                |                                                                              |          |                                                                               |          |                                                                        |          |
| 50 m                 | Kliment Kolesnikov                                                           | 24"52    | Michael Schäffner                                                             | 25"23    | Thierry Bollin                                                         | 25"35    |
| 100 m                | Kliment Kolesnikov Daniel Martin                                             | 53"52    | -                                                                             | -        | Nicholas Pyle                                                          | 54"69    |
| 200 m                | Kliment Kolesnikov                                                           | 1'55"83  | Daniel Martin                                                                 | 1'58"37  | Roman Mityukov                                                         | 1'59"23  |
| Rana                 |                                                                              |          |                                                                               |          |                                                                        |          |
| 50 m                 | Vladislav Gerasimenko                                                        | 28"03    | Didzis Rudavs                                                                 | 28"19    | Juri Dijkstra                                                          | 28"21    |
| 100 m                | Vladislav Gerasimenko                                                        | 1'01"36  | Alessandro Fusco                                                              | 1'01"90  | Jan Kałusowski                                                         | 1'02"10  |
| 200 m                | Aleksandr Zhigalov                                                           | 2'12"47  | Jan Kałusowski                                                                | 2'13"45  | Caspar Corbeau                                                         | 2'14"13  |
| Delfino              |                                                                              |          |                                                                               |          |                                                                        |          |
| 50 m                 | Andrei Minakov                                                               | 23"56    | Tomoe Zenimoto Hvas                                                           | 23"68    | Daniil Markov                                                          | 23"77    |
| 100 m                | Kristóf Milák                                                                | 51"78    | Andrei Minakov                                                                | 52"38    | Federico Burdisso                                                      | 52"88    |
| 200 m                | Kristóf Milák                                                                | 1'52"94  | Federico Burdisso                                                             | 1'56"40  | Denys Kesil                                                            | 1'56"45  |
| Misti                |                                                                              |          |                                                                               |          |                                                                        |          |
| 200 m                | Thomas Dean                                                                  | 1'59"17  | Maksim Stupin                                                                 | 2'01"42  | Danil Zaytsev                                                          | 2'02"42  |
| 400 m                | Maksim Stupin                                                                | 4'16"79  | Apostolos Papastamos                                                          | 4'17"44  | Thomas Dean                                                            | 4'18"07  |
| Staffette            |                                                                              |          |                                                                               |          |                                                                        |          |
| 4x100 m stile libero | Russia Daniil Markov Andrei Minakov Aleksandr Shumilov Kliment Kolesnikov    | 3'18"21  | Italia Federico Burdisso Thomas Ceccon Francesco Peron Devid Zorzetto         | 3'18"79  | Germania Peter Varjasi Rafael Miroslaw Maurits Kuhn Sebastian Beck     | 3'21"12  |
| 4x200 m stile libero | Israele Denis Loktev Gal Cohen Groumi Bar Soloveychik Tomer Frankel          | 7'16"28  | Russia Kliment Kolesnikov Vadim Semenchenko Anton Nikitin Mikhail Bocharnikov | 7'17"49  | Gran Bretagna Harry Constantine Jakob Goodman Thomas Dean Luke Turley  | 7'17"73  |
| 4x100 m misti        | Russia Kliment Kolesnikov Vladislav Gerasimenko Andrei Minakov Daniil Markov | 3'35"58  | Germania Michael Schäffner Lucas Matzerath Maurice Ingenrieth Peter Varjasi   | 3'39"16  | Italia Thomas Ceccon Alessandro Fusco Federico Burdisso Devid Zorzetto | 3'39"28  |

### Donne
| Evento               | Oro                                                                                 | Tempo    | Argento                                                                                | Tempo    | Bronzo                                                                         | Tempo    |
| Stile libero         |                                                                                     |          |                                                                                        |          |                                                                                |          |
| 50 m                 | Freya Anderson                                                                      | 25"35    | Elizaveta Klevanovich                                                                  | 25"43    | Kornelia Fiedkiewicz                                                           | 25"53    |
| 100 m                | Freya Anderson                                                                      | 54"65    | Elizaveta Klevanovich                                                                  | 55"31    | Selen Özbilen                                                                  | 55"61    |
| 200 m                | Isabel Marie Gose                                                                   | 1'58"17  | Ajna Késely                                                                            | 1'58"27  | Polina Nevmovenko                                                              | 1'59"82  |
| 400 m                | Ajna Késely                                                                         | 4'08"25  | Isabel Marie Gose                                                                      | 4'11"01  | Marlene Kahler                                                                 | 4'11"62  |
| 800 m                | Ajna Késely                                                                         | 8'30"43  | Celine Rieder                                                                          | 8'31"54  | Giulia Salin                                                                   | 8'34"50  |
| 1500 m               | Ajna Késely                                                                         | 16'21"19 | Celine Rieder                                                                          | 16'25"05 | Giulia Salin                                                                   | 16'28"12 |
| Dorso                |                                                                                     |          |                                                                                        |          |                                                                                |          |
| 50 m                 | Dar'ja Vas'kina                                                                     | 27"90    | Lauren Cox                                                                             | 28"51    | Giulia D'Innocenzo                                                             | 28"61    |
| 100 m                | Dar'ja Vas'kina                                                                     | 59"90    | Anastasia Avdeeva                                                                      | 1'00"39  | Giulia D'Innocenzo                                                             | 1'01"08  |
| 200 m                | Anastasia Avdeeva                                                                   | 2'09"56  | Laura Vanda Ilyés                                                                      | 2'10"67  | Tatiana Salcuțan                                                               | 2'11"37  |
| Rana                 |                                                                                     |          |                                                                                        |          |                                                                                |          |
| 50 m                 | Tatiana Belonogoff                                                                  | 31"29    | Anna Elendt                                                                            | 31"36    | Tina Čelik                                                                     | 31"57    |
| 100 m                | Kotryna Teterevkova                                                                 | 1'08"03  | Anastasia Makarova                                                                     | 1'08"46  | Anna Elendt                                                                    | 1'08"68  |
| 200 m                | Anastasia Makarova                                                                  | 2'26"29  | Alena Chekhovskikh                                                                     | 2'26"87  | Kotryna Teterevkova                                                            | 2'27"09  |
| Delfino              |                                                                                     |          |                                                                                        |          |                                                                                |          |
| 50 m                 | Anastasija Škurdaj                                                                  | 26"44    | Maya Tobehn                                                                            | 26"78    | Aleyna Özkan                                                                   | 26"83    |
| 100 m                | Anastasija Škurdaj Emily Large                                                      | 59"37    | -                                                                                      | -        | Petra Barócsai                                                                 | 59"95    |
| 200 m                | Blanka Berecz                                                                       | 2'10"06  | Ciara Schlosshan                                                                       | 2'11"18  | Dora Hathazi                                                                   | 2'11"54  |
| Misti                |                                                                                     |          |                                                                                        |          |                                                                                |          |
| 200 m                | Anastasiia Sorokina                                                                 | 2'14"38  | Roberta Circi                                                                          | 2'16"27  | Ajna Késely                                                                    | 2'16"39  |
| 400 m                | Ajna Késely                                                                         | 4'41"55  | Yara Heirath                                                                           | 4'45"75  | Lili Horvath                                                                   | 4'45"88  |
| Staffette            |                                                                                     |          |                                                                                        |          |                                                                                |          |
| 4x100 m stile libero | Russia Sofia Chichaikina Elizaveta Klevanovich Ekaterina Nikonova Polina Nevmomenko | 3'43"03  | Germania Isabel Marie Gose Lena Riedemann Lucie Kühn Maya Tobehn                       | 3'44"82  | Italia Mari Masciopinto Giulia Borra Carola Valle Emma Virginia Menicucci      | 3'45"39  |
| 4x200 m stile libero | Ungheria Fanni Fábián Petra Barocsai Blanka Berecz Ajna Késely                      | 8'02"24  | Germania Yara Hierath Celine Rieder Hannah Küchler Isabel Marie Gose                   | 8'02"38  | Russia Polina Nevmomenko Aleksandra Bykova Elizaveta Klevanovich Yana Kurtseva | 8'05"87  |
| 4x100 m misti        | Gran Bretagna Lily Bosele Tatiana Belonogoff Emily Large Freya Anderson             | 4'02"48  | Russia Anastasia Avdeeva Anastasia Makarova Anastasia Zhuravleva Elizaveta Klevanovich | 4'04"52  | Germania Barbara Schaal Anna Elendt Maya Tobehn Isabel Marie Gose              | 4'06"59  |

### Gare miste
| Evento               | Oro                                                                               | Tempo   | Argento                                                                | Tempo   | Bronzo                                                                       | Tempo   |
| Staffette            |                                                                                   |         |                                                                        |         |                                                                              |         |
| 4x100 m stile libero | Russia Kliment Kolesnikov Andrei Minakov Polina Nevmomenko Elizaveta Klevanovich  | 3'28"74 | Germania Peter Varjasi Rafael Miroslaw Isabel Marie Gose Maya Tobehn   | 3'28"97 | Ungheria Kristóf Milák Krisztofer Hímer Fanni Gyurinovics Ajna Késely        | 3'30"91 |
| 4x100 m misti        | Russia Dar'ja Vas'kina Vladislav Gerasimenko Andrei Minakov Elizaveta Klevanovich | 3'47"99 | Gran Bretagna Nicholas Pyle Archie Goodburn Emily Large Freya Anderson | 3'51"43 | Germania Barbara Schaal Lucas Matzerath Maurice Ingenrieth Isabel Marie Gose | 3'52"34 |